# Universiteit van Toronto
De Universiteit van Toronto (University of Toronto), afgekort als UofT, is een openbare universiteit in Toronto, de grootste stad van Canada. De universiteit is opgericht op 15 maart 1827 naar het Britse model, en bevindt zich ten noorden van het Financiële District op grond rondom het Queen's Park. De universiteit omvat ze elf colleges: zelfstandige faculteitsinstellingen die verschillen in karakter en geschiedenis. De universiteit heeft drie campussen, waarvan St. George de oudste en de grootste is, gelegen in het centrum van Toronto. De andere twee satellietcampussen bevinden zich in Scarborough en Mississauga.
De universiteit werd opgericht door Royal Charter onder de naam King's College. Het was het eerste instituut voor hoger onderwijs in de kolonie Boven Canada. De universiteit stond aanvankelijk onder controle van de Anglicaanse Kerk. In 1850 verkreeg de universiteit haar huidige naam. De universiteit verkrijgt de meeste jaarlijkse onderzoekssubsidie van alle Canadese universiteiten. Ze verzorgt meer dan 700 bachelorprogramma's en ruim 200 masterprogramma's.
De UofT wordt vertegenwoordigd door de Varsity Blues, bestaande uit verschillende sportteams die deelnemen aan intercollegiale wedstrijden, onder andere in Canadian football, roeien, atletiek en ijshockey. Toronto was ook een pionier in vrouwen- en universitaire sportprogramma’s, en leverde atleten en coaches die een belangrijke rol speelden in de ontwikkeling van de nationale sportcultuur in Canada.
Academisch gezien is de Universiteit van Toronto noemenswaardig voor haar invloedrijke curricula in medische wetenschap, technische innovatie, literaire kritiek en communicatietheorie. In de onderzoekscentra van de universiteit zijn onder andere insuline en stamcellen ontdekt. Tevens was de universiteit de plek waar de eerste elektronenmicroscoop in gebruik werd genomen, multi-touch-technologie werd ontwikkeld en waar het eerste zwarte gat Cygnus X-1 werd geïdentificeerd. In 2024 waren er dertien Nobelprijswinnaars, zes winnaars van de Turing Award en één winnaar van de Fieldsmedaille met de universiteit verbonden geweest.

## Faculteiten en scholen
| - Faculteit voor toegepaste wetenschappen en techniek - Faculteit voor kunst en wetenschap - Faculteit voor muziek - Faculteit voor geneeskunde - Faculteit voor farmacie - Faculteit voor fysieke educatie en gezondheid |  | - Faculteit voor architectuur, landschap en ontwerp - Universiteit voor tandheelkunde - Faculteit voor bosbouw - Faculteit voor informatie - Faculteit voor rechten - Faculteit voor medicijnen |  | - Ontario instituut voor educatie. - School voor volksgezondheid - School voor beleid en governance - Rotman school voor management - Faculteit voor sociaal werk - Toronto school voor theologie |

## Bekende afgestudeerden
- Margaret Atwood
- Roberta Bondar
- Naomi Klein
- Vera Peters
- Frederick Banting
- Lester B. Pearson
- Donald Sutherland (vroegtijdig geschorst)
- Paul Shaffer